# Битва при Маренго (1800)
Битва при Маре́нго (фр. bataille de Marengo) — решающее сражение Второй Итальянской кампании Наполеона Бонапарта, произошедшее 14 июня 1800 года между австрийскими и французскими войсками, после поражения в котором австрийская армия вынуждена была заключить перемирие и покинуть территорию Италии.

## Предыстория сражения
25 декабря 1799 года Наполеон Бонапарт, незадолго до этого ставший первым консулом Франции, обратился к английскому и австрийскому монархам с публичными письмами, в которых призывал их отказаться от войны во избежание кровопролития. Однако союзники не согласились. Наполеон понял, что войны не избежать. Он обратился к гражданам Франции и вызвал настоящий патриотический подъём. В распоряжение Наполеона было передано 200 000 рекрутов. Кроме того, под его знамёна были призваны ещё 30 000 ветеранов.
Сосредоточив значительные силы в Бельгии и Германии, Наполеон решил совершить с оставшимися в его распоряжении войсками новый итальянский поход. Умело маневрируя, вводя в заблуждение противника и проходя через узкие альпийские перевалы, Наполеон вышел австрийцам в тыл. 2 июня 1800 года Наполеон вошёл в Милан, затем в Павию, Брешию, Кремону и другие города.
Однако в дальнейшем Наполеон совершил ошибку: сгорая от нетерпения достигнуть, после 6-месячных трудов, окончательного результата и вступить в бой, он оставил 12 июня превосходную позицию у Страделлы, которая к тому же как нельзя более соответствовала составу его армии (недостаточное количество конницы и артиллерии) и направился разыскивать неприятеля; в этот день он достиг Вогеры. 13 июня, оставив часть войск для обложения Тортоны, он перешел реку Скривия. Плохо произведенная разведка привела к сомнению, не ушла ли австрийская армия на Геную или к верхнему По, с целью проложить себе путь по левому берегу; между тем, в это время австрийцы стояли за рекой Бормидой. Бонапарт, оставив при Маренго только часть войск, с остальными намерен был уйти за реку Скривия, но этому помешал разлив реки.

## Расположение войск
Накануне сражения, в ночь на 14 июня, французская армия была расположена крайне разбросано: Виктор — у Маренго, Ланн и Мюрат — у Сан-Джулиано, Дезе — у Ривальты, Монье — у Торры-ди-Гарафолло. На следующий день вся австрийская армия перешла Бормиду и неожиданно атаковала французов; Мелас собрал военный совет, на котором решено было вступить в бой на знаменитой Маренгской равнине, которая как нельзя более соответствовала составу австрийской армии (отличная многочисленная конница и артиллерия).

## Ход сражения

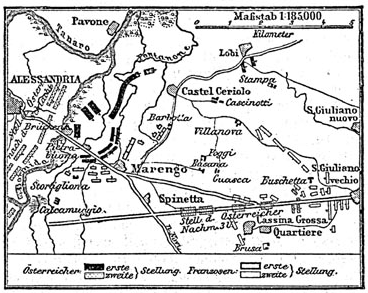

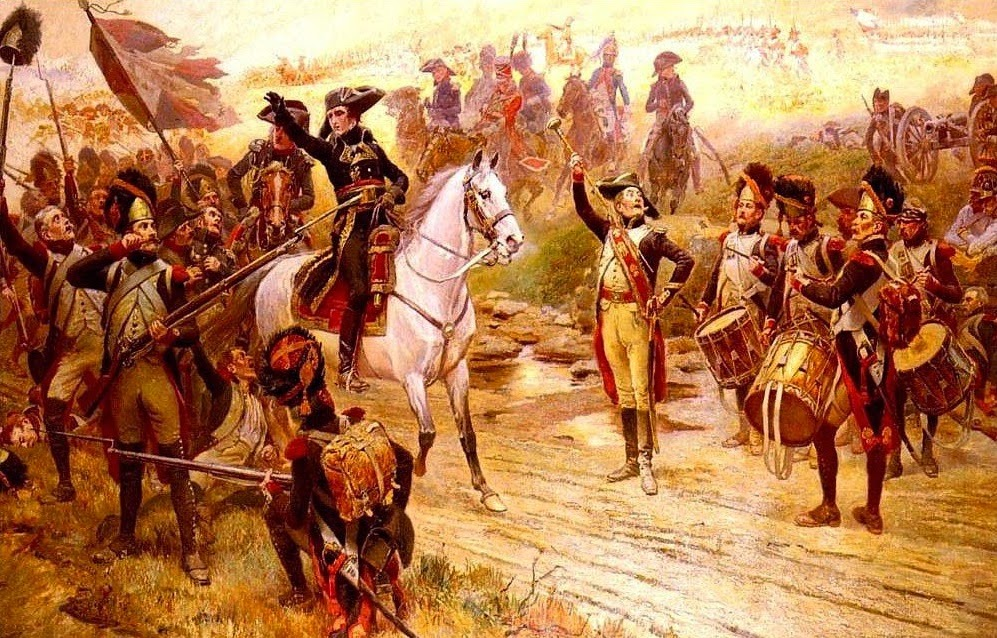
Худ. А. Лалоз. Гвардия Наполеона в битве при Маренго

На рассвете 14 июня 40 тысяч австрийцев с многочисленной артиллерией переправились по 2 мостам через Бормиду и энергично атаковали французов (15-16 тысяч), стоявших открыто и имевших только на левом фланге опорный пункт, севернее Маренго, прикрытый глубоким болотистым ручьем. Австрийцы переправлялись: Отт — на левом крыле в направлении на Кастель-Чериоле, по дороге в Сале; в центре — Гаддик, а за ним Мелас на Педрабону (Пиетрабону) и Маренго; на правом крыле — О’Рель по дороге на Тортону.
Французы были расположены: впереди корпус Виктора — дивизия Гардона — у Педрабоны, дивизия Шамберлака — в Маренго; на правом крыле — кавалерийская бригада Шампо, на левом — Келлерман; Ланн уступом назад у Форначе составлял резерв за правым флангом; Дезе с дивизией Буде шел к Нови на присоединение к армии, а другая его дивизия (Монье) двигалась от Сан-Джулиано на Кастель-Чериоле; гвардия стояла у Бураны.
Утром 14 июня Бонапарт узнал, что австрийская армия переправилась через реку Бормида и идет на Маренго. Он поспешил с небольшими резервами на поле битвы, где сражалась его армия. Австрийцы нанесли сильный удар по французам.
Корпус генерала Виктора упорно отбивал атаки австрийцев, которые пытались перебраться через ручей Фантононе. Генерал Отт, войска которого находились на левом фланге, попытался обойти французов. Его солдаты под картечным огнём навели мосты и форсировали ручей. Французы стойко оборонялись против превосходящих сил, но уже изнемогали, когда к 10 часам утра прибыл из Гафаролло Бонапарт с дивизией Монье и консульской гвардией. С целью дать прочную основу своему правому флангу, Бонапарт построил каре из своей гвардии, сдерживавшее атаки австрийской конницы, и двинул дивизию Монье к Кастель-Чериоле. Бой закипел с новой силой по всей линии. Правый фланг армии Наполеона дрогнул и был вынужден начать отступление. Мелас, напрягая последние силы, овладел Маренго.
Левый фланг (Виктор и Ланн) был окончательно расстроен, все попытки занять Кастель-Чериоле рушились; австрийцы (36 тысяч, 200 орудий) обошли оба крыла французов; только правый фланг медленно отступал под напором. Наполеон ввёл последние резервы, но это не исправило положение. Тогда Наполеон бросил в бой 800 гренадеров Консульской гвардии. Но и они уже не могли спасти положение французской армии. Около 14 часов французы начали отходить под прикрытием корпуса Ланна и гренадеров. За три часа Ланн прошёл 4 км. Неоднократно он останавливался и под картечным огнём бросал в штыковую атаку своих солдат. 24 австрийских орудия в упор расстреливали французские каре. Ядра, рикошетя от земли, пробивали целые коридоры в плотных построениях французов, куда стремительно бросались австрийские всадники. Но французские солдаты ещё теснее сплачивали свои ряды. Однако даже такая отвага не помогала: французы продолжали отступать под натиском неприятеля.
В полдень Мелас, будучи легко ранен и уверенный в победе, уехал в Алессандрию, поручив генералу Цаху преследование французов. Цах составил авангард (2 пехотных полка с частью гренадер), а остальным войскам приказал свертываться в походные колонны; они приостановились и значительно отстали от авангарда. К трем часам дня французская армия, преследуемая австрийцами, отступала по всему фронту.
Генерал Дезе, ранее наступавший со второй дивизией своего корпуса в направлении к городу Нови, пошел по собственной инициативе на выстрелы к Маренго и вышел в Сан-Джулиано около 3 часов дня. Тотчас он развернул дивизию генерала Буде впереди Сан-Джулиано, скрыв её от неприятеля за складкой местности. Отступавшие остатки французской армии пристроились к нему по флангам: слева Виктор, справа Ланн, гвардия и Монье, занимая фронт от Сан-Джулиано в направлении на Кастель-Чериоле; сзади и левее Ланна стала конница Келлермана и Шампо.
Австрийцы беспечно преследовали французов, почти свернувшись в походные колонны. Как только голова колонны Цаха приблизилась, Мармон выдвинул вперед 12-орудийную батарею и ошеломил австрийцев неожиданным картечным огнём. Дезе бросился вперед с пехотой и опрокинул голову колонны, причём сам был убит в первые минуты боя. Австрийские гренадеры упорно сопротивлялись, но в это время Келлерман налетел на них со своей тяжелой конницей и атаковал во фланг, одновременно с пехотой, ударившей их с фронта. Гренадеры, разделенные на 2 части, были опрокинуты. В рядах австрийцев началась паника, и к 17 часам войско в панике бросилось к реке Бормиде. В начавшейся давке австрийцам с трудом удалось перебраться на другой берег реки и спастись бегством. Около 2 тысяч человек с генералом Цахом сдались в плен.
Затем Келлерман атаковал австрийскую конницу и опрокинул её; вся французская линия бросилась вперед и погнала в большом беспорядке австрийцев, и только мужественная оборона хорватов О’Рельи в предмостном укреплении спасла остатки австрийцев от полного уничтожения. Здесь австрийцы потеряли 8 тысяч убитыми и ранеными, 4 тысячи пленными и 30 орудий; французы — 7 тысяч убитыми и ранеными.

## Результаты
На другой день, 15 июня, Мелас послал в штаб Наполеона парламентёров с предложением о перемирии. Наполеон согласился не препятствовать уходу австрийцев из Северной Италии. Мелас подписал Алесандрийскую конвенцию, по которой ему предоставлялось отправиться в Австрию, причём он сдал французам Ломбардию, Пьемонт и Геную со всеми крепостями.
Наполеон впоследствии очень гордился своей победой при Маренго, ставя её в один ряд с Аустерлицем и Йеной. Однако решающую роль в битве сыграл генерал Луи Дезе. Дважды соратники Наполеона видели слезы на глазах императора: первый раз когда ему сообщили о гибели Дезе и второй раз, девятью годами позже, когда ядром оторвало ноги маршалу Ланну. Вечером 14 июня 1800 года Наполеон воскликнул: «Как хорош был бы этот день, если б сегодня я мог обнять Дезе!»
Рассматривая это сражение, трудно подыскать в военной истории событие, столь богатое разного рода случайностями, как сражение при Маренго: случайное столкновение, вследствие плохо веденной разведки; случайный разлив реки Скривия, которая помешала Бонапарту вернуться на позицию у Страделлы; наконец, случайное прибытие Дезе. Как ни хороша в стратегическом отношении Маренгская операция, но она не принесла никакой пользы общему положению дел. После победы при Маренго война продолжалась до начала декабря, когда битва при Гогенлиндене — на главном театре военных действий — окончательно не решила исход войны.
Позиции Бонапарта как Первого консула укрепились благодаря победоносному исходу битвы и проведенной кампании. Враждебно настроенные к нему генералы отмечали, что удача его не покинула. Его победа в Маренго, наконец, дает ему полную свободу действий в преобразовании Франции.

## Маренго в культуре и искусстве
- Темой романа О. Бальзака «Тёмное дело» является заговор, связанный с двумя сообщениями в Париж о ходе сражения.
- В честь битвы при Маренго был назван марш консульской гвардии.
- Рецепт куриного жаркого с луком и грибами в винно-томатном соусе «цыпленок Маренго» посвящён памяти битвы.

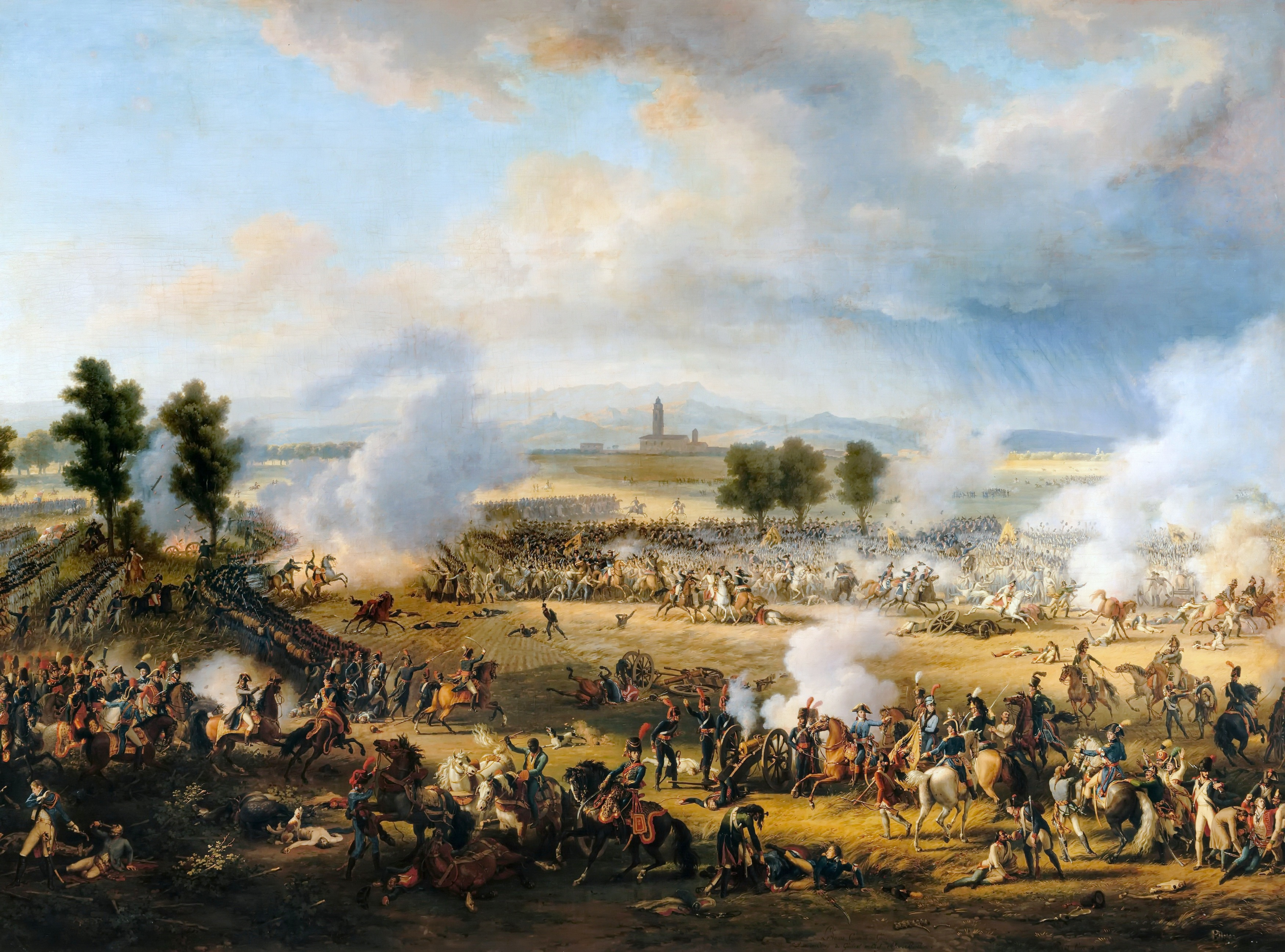
Сражение при Маренго 14 июня 1800 г. (Луи-Франгсуа Лежён)
Битва при Маренго 14 июня 1800 г. (В. Адам)
Изображения Битвы при Маренго 14 июня 1800 года (автор не известен)
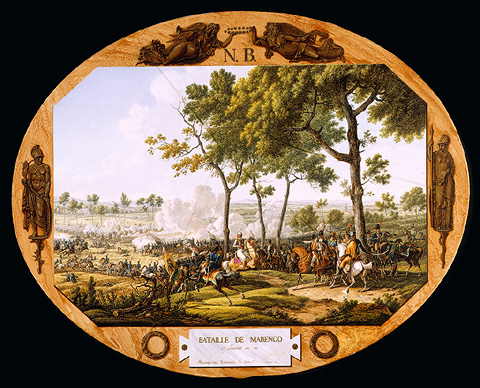
Картина на фарфоре «Битва при Маренго» (Жак-Франсуа Свебах)